# Sword of Sodan
Sword of Sodan è un videogioco hack and slash pubblicato per Amiga nel 1988 da Discovery Software.
Nel 1993 è stato pubblicato per Apple Macintosh System 7 da Bethesda Softworks, ed Electronic Arts ne ha pubblicato una versione ridotta per Sega Mega Drive nel 1990.
Nel 1989 è stata sviluppata una versione quasi completa per Apple IIGS, ma non è stata mai resa pubblica fino al 2018.

## Trama
Lordan è il sovrano del regno settentrionale di un mondo completamente fantastico e il necromante malvagio Zoras è nella torre di Lordan - fatta di ossa umane - e sta pianificando un secondo tentativo di rovesciare Lordan, dopo aver fallito contro l'eroe Sodan.
Zoras studiò antiche pergamene, dove imparò a sperimentare incantesimi dimenticati da tempo. Le sue nuove conoscenze gli permisero di evocare ogni tipo di creatura mostruosa, che mandò al castello di Lordan, lasciando morte e distruzione.
Per proteggere i suoi figli gemelli, i figli Brodan e Shardan, Lordan fece in modo che fossero portati dal castello attraverso i monti Cthol fino all'angolo più lontano della terra. Dopo la morte di Lordan per mano di Zoras, i suoi figli furono allevati da un uomo anziano e amaro, che li addestrò nell'arte del combattimento con la spada.
Prima che inizino il loro viaggio per sconfiggere Zoras, il vecchio consegna loro la spada di Sodan.  Armati, combattono fino al castello di Craggamoor e affrontano il tirannico Zoras.
Dopo aver sconfitto lo stregone, il popolo li accetta come veri sovrani e salvatori della loro terra.

## Modalità di gioco

### Amiga
Ci sono due personaggi giocabili: Brodan o sua sorella gemella Shardan, le cui caratteristiche di gioco sono identiche (nonostante le loro differenze fisiche). Il personaggio cammina seguendo un percorso a scorrimento orizzontale (da sinistra a destra), sconfiggendo i nemici con la spada, brandendola in piedi o in ginocchio. Anche se il giocatore è dotato di uno scudo, quest'ultimo funge solo da decorazione ed è stato completamente rimosso dalla versione di Mega Drive.
Prima che ogni livello inizi, appare una mappa che mostra l'avanzamento del giocatore e i progressi che fa. Le pergamene forniscono ulteriori informazioni sulla posizione corrente. Una volta che il giocatore entra nel castello del nemico, la mappa viene sostituita da un'immagine cupa di una vista esterna del castello. La maggior parte dei livelli consiste nel combattere i nemici con la spada - ma, a volte, il giocatore deve evitare trappole o risolvere enigmi.
Il giocatore inizia con cinque vite, un contatore di energia e un livello di forza di colpo. L'energia di un giocatore viene ridotta ogni volta che vengono colpiti dai nemici, ma la loro forza di colpo può essere aumentata usando pozioni sparse per le mappe. Esistono diversi tipi di pozioni: alcune aumentano la forza dei colpi, altre conferiscono salute extra, alcuni forniscono invincibilità a breve termine, e altri uccidono immediatamente l'avversario attuale.
Ci sono undici aree diverse, cinque nell'area circostante al castello e sei all'interno dello stesso castello. Il giocatore inizia dalla porta della propria città e avanza, attraverso la campagna, verso il castello, passando per le strade della città (una foresta e un cimitero). Una volta all'interno del castello, il giocatore vaga attraverso livelli simili a catacombe, che conducono alla torre del mago. Il mondo è abitato da 13 nemici diversi e un singolo personaggio di supporto: una creatura simile a uno struzzo chiamata "L'animale".

### Sega Mega Drive
Nonostante la meccanica di gioco sia molto simile alla versione per Amiga, ci sono delle differenze: i nemici attaccano da entrambe le direzioni, anziché dalla singola direzione (come nella versione per Amiga); il giocatore si affida più regolarmente alle pozioni, che vengono rilasciate anche più frequentemente; le aree sono state ridotte da undici a otto, con alcune completamente cancellate, mentre altre sono state combinate tra loro; vi sono solo otto nemici, a differenza dei tredici nel gioco Amiga - ma vengono generati più frequentemente e in diverse aree.

## Sviluppo
Sword of Sodan è stato creato da tre ingegneri danesi dipendenti da Discovery Software, nel 1989. Due anni dopo, Innerprise Software creò una versione ridotta per Sega Mega Drive, che si differenzia per le minori qualità grafica e del suono - oltre a notevoli cambiamenti nelle modalità di gioco generali.
La versione per Mega Drive è stata pubblicata da Electronic Arts e il gioco è stato nuovamente pubblicato, nel 1993, per Apple Macintosh System 7 (da Bethesda).

### Versione IIGS
Una versione parzialmente completata per IIGS è stata pubblicizzata e mostrata al CES Expo, nel 1989, da Visual Concepts - giocabile con un joystick.
Poco dopo, è stata distribuita e una demo auto-giocante a tre livelli, praticamente indistinguibile dalla versione Amiga in termini di fluidità grafica e di animazione. Tuttavia, è sorto un conflitto che ha costretto Discovery Software a licenziare il proprio sviluppatore di Apple II, causando un ritardo durante la ricerca di un programmatore sostitutivo. Alla fine, fu assunto un nuovo programmatore e lo sviluppo doveva riprendere, ma seguirono circostanze impreviste quando Discovery Software fallì (1990).
Nonostante tali sviluppi - che apparvero nelle pubblicità delle riviste - e l'inclusione del gioco nei listini dei fornitori, le nuove versioni furono bruscamente  cancellate e mai pubblicata. Quasi 30 anni dopo (26 maggio 2018), la versione inedita per IIGS fu scoperta e resa pubblica e fu rivelata una versione del gioco interamente giocabile e molto raffinata; è stato rivelato che tutti i livelli sono presenti, ma quattro sono incompiuti (sprite nemici mancanti), mentre il boss finale ha un problema tecnico.
Il codice sorgente per IIGS, necessario per completare la programmazione del gioco, deve ancora essere trovato.

### Sequel annullato e altre versioni
Le versioni per IBM, Atari ST e Commodore 64 erano state progettate, ma mai sviluppate.
Un sequel è stato sviluppato ma mai pubblicato - anche se un singolo screenshot è stato mostrato in una rivista.

## Accoglienza
Secondo il programmatore Søren Grønbech, Sword of Sodan per l'Amiga vendeva circa 55 000 copie.
La versione originale per Amiga ottenne recensioni perlopiù favorevoli da parte delle riviste, con elogi per la grafica - che includeva sprite grandi e dettagliati, insoliti per l'epoca. Tuttavia, la ripubblicazione a basso costo nel 1993 ottenne recensioni negative.
Computer Gaming World ha dato al gioco una recensione positiva, lodando la grafica e il suono del gioco, ma notando la sua relativa brevità; nel 2009, GamesRadar+ lo ha incluso tra i giochi con un potenziale in franchising non sfruttato.